# نضال أبو دخان
 نضال علي محمود أبو دخان (16 سبتمبر 1968) عسكري فلسطيني يحمل رتبة لواء، شغل منصب قائد قوات الأمن الوطني الفلسطيني منذ 27 ديسمبر 2011 حتى 1 مارس 2025.

## سيرته
ولد في الجزائر عام 1968 وهو متزوج وأب لطفلين وحاصل على بكالوريوس علوم عسكرية من كلية شرشال في الجزائر فيما كان سابقا قائد التدخل السريع وقائد العمليات الخاصة في الحرس الرئاسي.
تعود أصوله إلى مدينة حيفا حيث نزحت عائلتها منها جراء النكبة عام 1948 إلى قرية فقوعة قرب جنين. انتقل والده إلى الجزائر وعمل معلمًا ثم التحق بالثورة الفلسطينية وكان ممثلا عن حركة فتح في ولاية تبسة.
في 13 سبتمبر 2009 عينه الرئيس الفلسطيني محمود عباس مديرًا عامًا لجهاز الاستخبارات العسكرية الفلسطينية واستمر بذلك حتى 27 ديسمبر 2011 حيث شغل منصب قائد قوات الأمن الوطني الفلسطيني خلفًا للواء ذياب العلي.
عام 2017، قلده القنصل الفرنسي العام في القدس نيابة عن الرئيس الفرنسي فرانسوا هولاند وسام الشرف من الدرجة الأولى.
في 8 أغسطس 2022، أعاد الرئيس الفلسطيني تشكيل مجلس أمناء جامعة الاستقلال، وعيّنه عضوًا فيه.
في 1 مارس 2025، أُحيل إلى التقاعد.